# St. Josef (Riegelsberg)

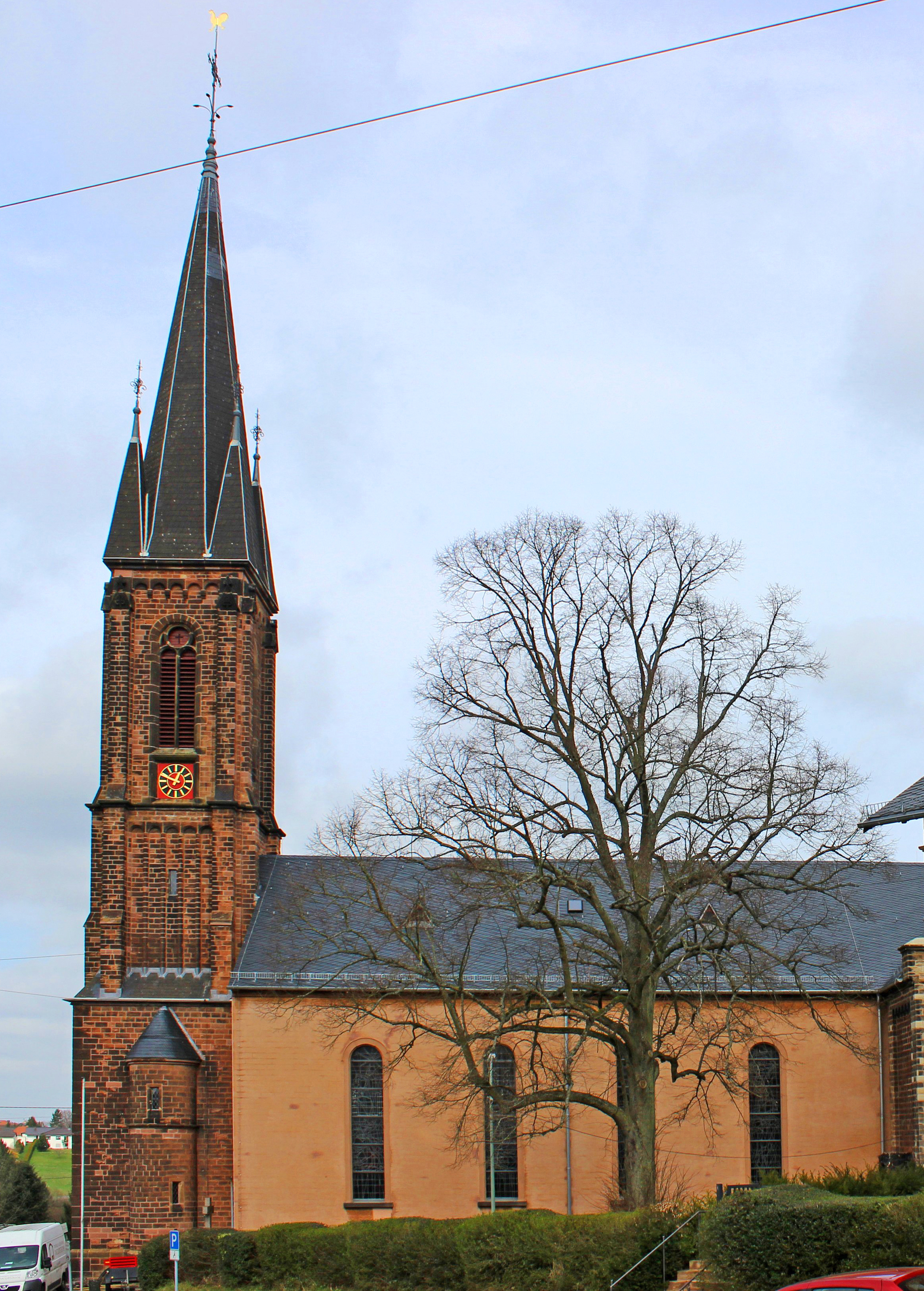
Die katholische Pfarr- und Wallfahrtskirche St. Josef in Riegelsberg

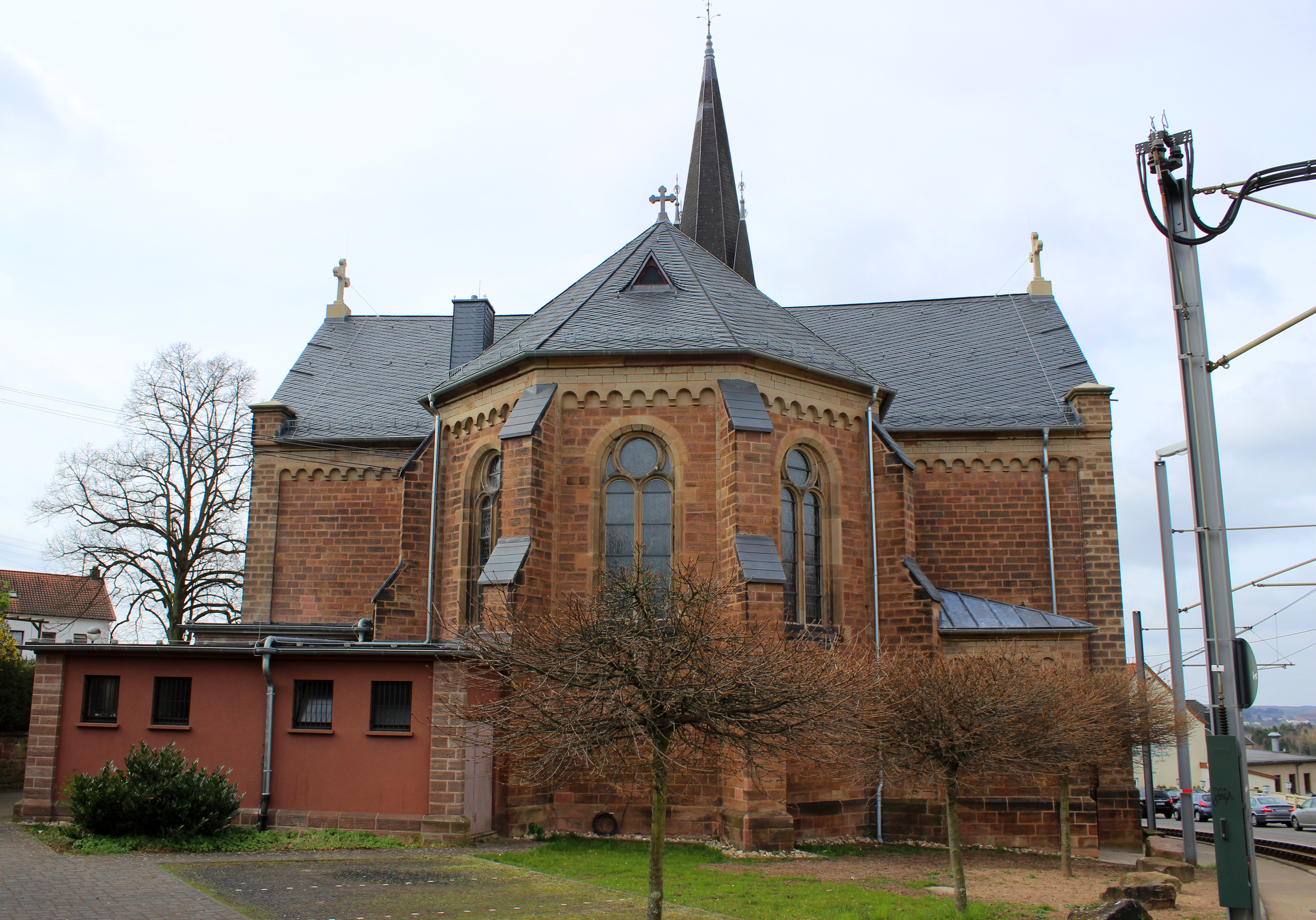
Blick auf den Chor der Kirche

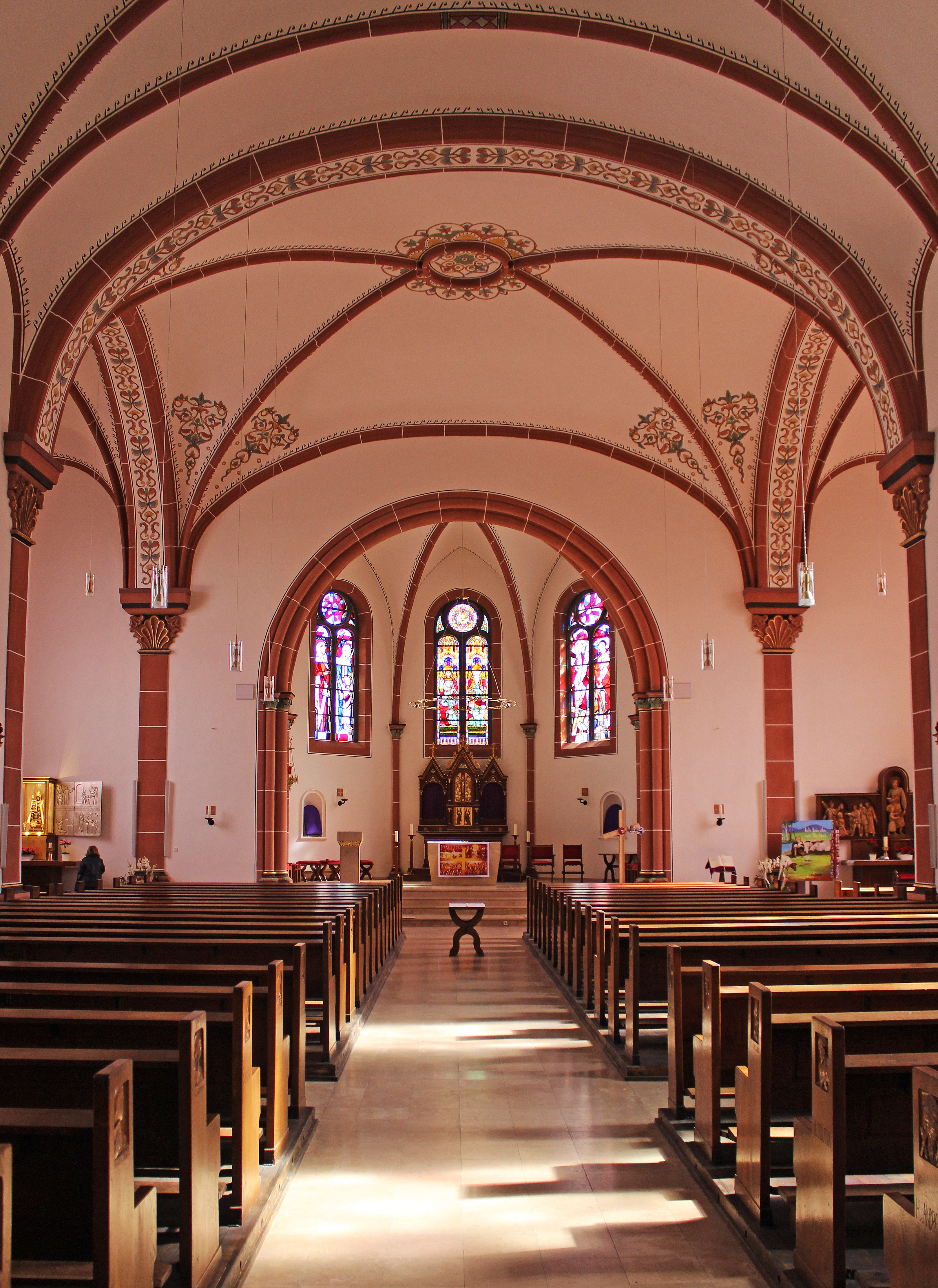
Blick ins Innere der Kirche. Links unterhalb der Bildmitte befindet sich der Marienaltar mit einem Glaskasten, in dem die Schwarze Madonna aufgestellt ist.

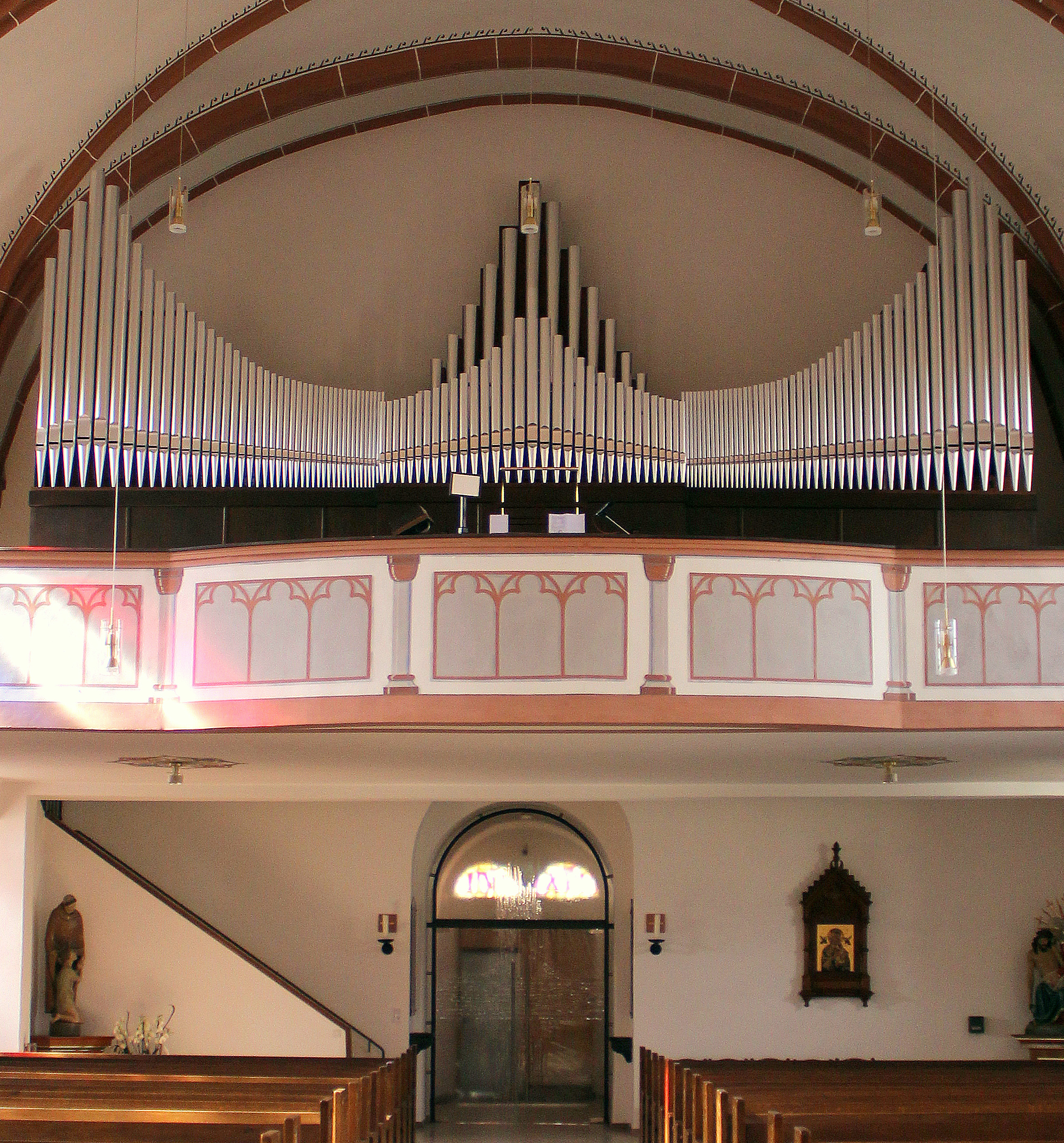
Blick zur Orgelempore

Die Kirche St. Josef ist eine römisch-katholische Wallfahrtskirche im saarländischen Riegelsberg, Regionalverband Saarbrücken. Sie trägt das Patrozinium des heiligen Josef. 

## Geschichte
Im Jahr 1868 wurde in Güchenbach, heute Teil des Ortes Riegelsberg, ohne Baumeister und Baugenehmigung mit dem Bau einer katholischen Kirche begonnen, der sich bis 1880 hinzog.
1887 erfolgte die Gründung der Pfarrei St. Josef Güchenbach für die Orte Güchenbach, Hilschbach und Überhofen, die 1939 zu Riegelsberg zusammengeschlossen wurden, und das Gotteshaus wurde zur Pfarrkirche erhoben.
Von 1887 bis 1888 erfolgte unter der Leitung des Bauunternehmers Schultheis (Saarbrücken) eine Erweiterung der Kirche, indem an das Kirchenschiff ein Querhaus und ein Chor angebaut wurden. 1892/93 kam es zum Umbau des Turmes, für den Architekten Baurat Neufang (Saarbrücken) verantwortlich zeichnete.
1949 wurde das Gotteshaus durch einen Brand, in dessen Folge Deckengewölbe und Dachstuhl einstürzten, schwer beschädigt. Der Wiederaufbau erfolgte von 1950 bis 1951. In den folgenden Jahrzehnten wurde die Kirche mehreren Restaurierungs- und Umbaumaßnahmen unterzogen, wobei die Umbaumaßnahmen auch unter den Einflüssen der liturgischen Reformen des Zweiten Vatikanischen Konzils stattfanden.
2011 wurde die 1972 geweihte, zur Pfarrei St. Josef gehörende Filialkirche St. Elisabeth aufgegeben. Mit Wirkung zum 1. September 2011 wurde die Pfarrei St. Josef mit den beiden Pfarreien St. Matthias in Riegelsberg und Herz Jesu in Köllerbach zur Pfarreiengemeinschaft Riegelsberg-Köllerbach im Dekanat Völklingen zusammengelegt.
Seit 1. Januar 2024 gehört die Kirche St. Josef zur Pfarrei Oberes Köllertal Heilige Familie. 
Nach vierjährigen Renovierungsarbeiten wurde die Kirche am vierten Advent 2013 im Rahmen einer Eucharistiefeier, mit dem Trierer Dompropst Werner Rössel als Hauptzelebrant, wieder in Dienst gestellt. Die Renovierung gliederte sich in drei Abschnitte, die den Kirchturm, den Außenbau und den Innenraum betrafen. Im Rahmen der Renovierung des Turmes und des Außenbaus erhielten Turm und Kirchenschiff ein neues Dach, und am Sandstein der Fassade wurden schadhafte Stellen ausgebessert. Im Inneren der Kirche fanden vor allem Reinigungs- und Malerarbeiten statt. Außerdem wurde eine Modernisierung der Beleuchtung, Heizung und Beschallung vorgenommen. Des Weiteren wurden alle Fenster renoviert und mit einer Schutzverglasung versehen wieder eingebaut. Auch die Podeste unter den Kirchenbänken wurden überarbeitet und alle Altäre und Einrichtungsgegenstände einer Renovierung unterzogen. Während der Renovierungsarbeiten war die Orgel ausgebaut und ebenfalls renoviert worden. Die Kosten der Renovierung betrugen 900 000 Euro.

## Wallfahrtskirche
Die Pfarrkirche St. Josef ist seit 1946 auch eine Wallfahrtskirche. Ziel der Wallfahrt ist eine Kopie der Schwarzen Madonna von Altötting. Sie kam kurz nach dem Zweiten Weltkrieg nach Riegelsberg und wurde von Pfarrangehörigen mitgebracht, die während des Krieges nach Altötting evakuiert waren, und war ein Geschenk des damaligen Administrators und Stiftsdekans der Gnadenkapelle Altötting Monsignore Adalbert Vogl.
Die Statue wurde an Mariä Himmelfahrt 1945 vom Passauer Bischof Simon Konrad Landersdorfer geweiht und dreimal an das Original angerührt und anschließend zusammen mit einem Bild und einer Reliquie des heiligen Bruder Konrad der nach Altötting evakuierten Elisabeth Friedrich übergeben, die sie nach Riegelsberg brachte. Verbunden war das Geschenk mit dem Wunsch, die Marienverehrung in Riegelsberg zu verbreiten und dort eine Wallfahrt zu entwickeln. Die feierliche Aufstellung der Statue erfolgte unter großer Beteiligung der Bevölkerung am 2. September 1945 durch Kapuzinerpater Edgar aus Altötting. Die feierliche Krönung des Gnadenbildes nahm der Trierer Bischof Franz Rudolf Bornewasser an Mariä Himmelfahrt 1946 vor. Die Krone hierfür wurden von der Schatzkammer der Altöttinger Gnadenkapelle als auch von Angehörigen des Administrators Vogl gestiftet, die auch noch zusätzlich ein Zepter und einen Prachtmantel stifteten, die bei feierlichen Anlässen zur Schmückung dienen. In jedem Jahr findet seither in der Woche vom 15. August, dem Fest Mariä Himmelfahrt, bis zum 22. August eine Fest- und Wallfahrtswoche statt.
Die Schwarze Madonna ist das ganze Jahr über im Marienaltar der Kirche aufgestellt. Die Statue ist auf einem von drei Pilgerstempeln der Köllertalschleife des Jakobsweges abgebildet.

## Architektur und Ausstattung
Das Kirchengebäude kann in drei Elemente unterteilt werden. Den Kirchturm, das Langhaus und das Querhaus mit Chor. Während das Langhaus schlicht gestaltet ist, wirken Turm, Querhaus und Chor reicher gestaltet, was sich u. a. durch Lisenen und Strebepfeiler zeigt. Der Kirchturm trägt einen Spitzhelm, der von vier kleineren Spitzhelmen auf den Ecken des Turmes umgeben ist. Die Fenster der Kirche sind Rundbogenfenster. 
Zur Ausstattung der Kirche gehören zwei Altäre der Kunstwerkstatt Johann Mettler (Morbach): Der Marienaltar, ein Flügelaltar mit dem holzgeschnitzten getreuen Abbild der Muttergottes von Altötting von 1945, sowie je 4 aus Holz geschnitzten Bildern auf jedem Flügel aus dem Leben des heiligen Bruders Konrad, und der Josefsaltar, ebenfalls ein Flügelaltar mit aus Holz geschnitzten Szenen aus dem Leben des heiligen Josef, vermutlich ausgeführt von dem Bildhauer Ernst Hoffmann (Sulzbach). Auch von der Kunstwerkstatt Johann Mettler stammt die Kreuzigungsgruppe im Altarraum, die in den 1990er Jahren im Seitenschiff untergebracht war, sowie 50 Bänke von 1936, deren Bankwangen geschnitzte Relief-Portraits von Heiligen zeigen.
Die 14 Kreuzwegstationen wurden 1857 von Neureuther (Süddeutschland) geschaffen, und 1992 von Restaurator Manfred Schöndorf (Ottweiler) restauriert.
Weitere Ausstattungsgegenstände sind das Taufbecken, gefertigt von der Firma Kiefer & Perrot (Trier), die Skulpturen der Josefsgruppe von 1920, sowie zwei Ikonen, die Ikonenschreiberin Yvonne Münz (Riegelsberg) 1996 schuf. Die Fenster der Kirche wurden 1950/51 von Tristan Ruhlmann (Hagenau) gefertigt. Aus der Zeit vor dem Kirchenbrand von 1949 hat sich ein Fenster im Altarraum erhalten.

## Orgel
Die Orgel der Kirche wurde 1950 von der lothringischen Orgelbaufirma Haerpfer & Erman (Boulay) erbaut. 2013/14 wurde das Instrument durch die Firma Hugo Mayer Orgelbau (Heusweiler) einer Renovierung unterzogen und dabei erweitert und intoniert. Das Kegelladen-Instrument verfügt über 34 (36) Register, verteilt auf 3 Manuale und Pedal. Die Spiel- und Registertraktur ist elektropneumatisch. Die Disposition lautet wie folgt:
| I Hauptwerk C–g3 |           |     |
| 1.               | Quintade  | 16′ |
| 2.               | Prinzipal | 8′  |
| 3.               | Holzflöte | 8′  |
| 4.               | Oktave    | 4′  |
| 5.               | Quinte    | ⁄3′ |
| 6.               | Doublette | 2′  |
| 7.               | Mixtur V  |     |
| 8.               | Trompete  | 8′  |

| II Positiv C–g3 |                  |    |
| 9.              | Lieblich Gedackt | 8′ |
| 10.             | Hohlflöte        | 4′ |
| 11.             | Prinzipal        | 2′ |
| 12.             | Scharff III-IV   |    |
| 13.             | Krummhorn        | 8′ |

| III Schwellwerk C–g3 |                      |        |
| 14.                  | Rohrflöte            | 8′     |
| 15.                  | Salicional           | 8′     |
| 16.                  | Vox coelestis        | 8′     |
| 17.                  | Singend Prinzipal    | 4′     |
| 18.                  | Gemshorn             | 4′     |
| 19.                  | Nazard               | 2 ⁄3′  |
| 20.                  | Waldflöte            | 2′     |
| 21.                  | Terz                 | 1 3⁄5′ |
| 22.                  | Superoktave          | 1′     |
| 23.                  | Cymbel V             |        |
| 24.                  | Fagott               | 16′    |
| 25.                  | Trompette harmonique | 8′     |
| 26.                  | Hautbois             | 8′     |
| 27.                  | Clairon              | 4′     |
|                      | Tremulant            |        |

| Pedal C–f1 |            |                    |
|            | Kontrabass | 32′ (Kollektivzug) |
| 28.        | Prinzipal  | 16′                |
| 29.        | Subbass    | 16′                |
|            | Zartbass   | 16′ (Transm. I)    |
| 30.        | Oktavbass  | 8′                 |
| 31.        | Flötbass   | 8′                 |
| 32.        | Choralbass | 4′                 |
| 33.        | Mixtur III |                    |
| 34.        | Posaune    | 16′                |

- Koppeln:
  - Normalkoppeln: II/I, III/I, III/II, I/P, II/P, III/P
  - Superoktavkoppeln: III/P
- Spielhilfen: 2 freie Kombinationen, 2 freie Pedalkombinationen, Tutti, Zungen Ab, Mixturen Ab, Alles Ab, Crescendotritt, Setzeranlage, Glockenspiel